# Skilanglauf-Australia/New-Zealand-Cup 2019
Der Skilanglauf-Australia/New-Zealand-Cup 2019 war eine von der FIS organisierte Wettkampfserie, die zum Unterbau des Skilanglauf-Weltcups 2019/20 gehört. Sie begann am 27. Juli 2019 im australischen Falls Creek und endete am 5. September 2019 im neuseeländischen Snow Farm. Die Gesamtwertung bei den Männern gewann wie im Vorjahr Phillip Bellingham, der vier von insgesamt acht Rennen gewann. Bei den Frauen wurde Katerina Paul in der Gesamtwertung Erste.

## Männer

### Resultate
| 1. Australia/New-Zealand-Cup in Falls Creek, 27. und 28. Juli 2019 | 1. Australia/New-Zealand-Cup in Falls Creek, 27. und 28. Juli 2019 | 1. Australia/New-Zealand-Cup in Falls Creek, 27. und 28. Juli 2019 | 1. Australia/New-Zealand-Cup in Falls Creek, 27. und 28. Juli 2019 | 1. Australia/New-Zealand-Cup in Falls Creek, 27. und 28. Juli 2019 |
| ------------------------------------------------------------------ | ------------------------------------------------------------------ | ------------------------------------------------------------------ | ------------------------------------------------------------------ | ------------------------------------------------------------------ |
| Datum                                                              | Disziplin                                                          | Erster Platz                                                       | Zweiter Platz                                                      | Dritter Platz                                                      |
| 27. Juli 2019                                                      | Sprint klassisch                                                   | Phillip Bellingham                                                 | Seve de Campo                                                      | Lauro Brändli                                                      |
| 28. Juli 2019                                                      | 15 km Freistil                                                     | Phillip Bellingham                                                 | Seve de Campo                                                      | Callum Watson                                                      |

| 2. Australia/New-Zealand-Cup und Kangaroo Hoppet in Perisher Valley und Falls Creek, 17., 18. und 24. August 2019 | 2. Australia/New-Zealand-Cup und Kangaroo Hoppet in Perisher Valley und Falls Creek, 17., 18. und 24. August 2019 | 2. Australia/New-Zealand-Cup und Kangaroo Hoppet in Perisher Valley und Falls Creek, 17., 18. und 24. August 2019 | 2. Australia/New-Zealand-Cup und Kangaroo Hoppet in Perisher Valley und Falls Creek, 17., 18. und 24. August 2019 | 2. Australia/New-Zealand-Cup und Kangaroo Hoppet in Perisher Valley und Falls Creek, 17., 18. und 24. August 2019 |
| --- | --- | --- | --- | --- |
| Datum | Disziplin | Erster Platz | Zweiter Platz | Dritter Platz |
| 17. August 2019                                                                                                   | Sprint Freistil                                                                                                   | Phillip Bellingham                                                                                                | Lauro Brändli | Seve de Campo |
| 18. August 2019                                                                                                   | 10 km klassisch                                                                                                   | Phillip Bellingham                                                                                                | Seve de Campo | Mark Pollock |
| 24. August 2019                                                                                                   | 42 km Freistil Mst.                                                                                               | Valerio Leccardi                                                                                                  | Fabian Schaad | Giacomo Gabrielli                                                                                                 |

| 3. Australia/New-Zealand-Cup in Snow Farm, 3. bis 5. September 2019 | 3. Australia/New-Zealand-Cup in Snow Farm, 3. bis 5. September 2019 | 3. Australia/New-Zealand-Cup in Snow Farm, 3. bis 5. September 2019 | 3. Australia/New-Zealand-Cup in Snow Farm, 3. bis 5. September 2019 | 3. Australia/New-Zealand-Cup in Snow Farm, 3. bis 5. September 2019 |
| ------------------------------------------------------------------- | ------------------------------------------------------------------- | ------------------------------------------------------------------- | ------------------------------------------------------------------- | ------------------------------------------------------------------- |
| Datum                                                               | Disziplin                                                           | Erster Platz                                                        | Zweiter Platz                                                       | Dritter Platz                                                       |
| 3. September 2019                                                   | Sprint klassisch                                                    | Hiroyuki Miyazawa                                                   | Takanori Ebina                                                      | Hikari Fujinoki                                                     |
| 4. September 2019                                                   | 10 km Freistil                                                      | Tomoki Sato                                                         | Hiroyuki Miyazawa                                                   | Masato Tanaka                                                       |
| 5. September 2019                                                   | 15 km klassisch Mst.                                                | Hiroyuki Miyazawa                                                   | Masato Tanaka                                                       | Hikari Fujinoki                                                     |

### Gesamtwertung Männer
| Rang | Name                  | Punkte |
| ---- | --------------------- | ------ |
| 1    | Phillip Bellingham    | 450    |
| 2    | Lauro Brändli         | 368    |
| 3    | Seve de Campo         | 300    |
| 4    | Hiroyuki Miyazawa     | 280    |
| 5    | Nicholas Blackwell    | 247    |
| 6    | Tomoki Sato           | 185    |
| 7    | Bentley Walker-Broose | 180    |
| 8    | Takanori Ebina        | 175    |
| 9    | Masato Tanaka         | 172    |
| 10   | Hikari Fujinoki       | 170    |

| Rang | Name               | Punkte |
| ---- | ------------------ | ------ |
| 11.  | Mark Pollock       | 141    |
| 12.  | Declan Burke       | 136    |
| 13.  | Adam Barnett       | 113    |
| 14.  | Lee Geon-yong      | 112    |
| 15.  | Mark Chanloung     | 110    |
| 16.  | Valerio Leccardi   | 100    |
| 17.  | Tom Hoogenraad     | 98     |
| 17.  | William Middlemiss | 98     |
| 19.  | Callum Watson      | 92     |
| 20.  | Campbell Wright    | 84     |

| Rang | Name             | Punkte |
| ---- | ---------------- | ------ |
| 20.  | Jeong Jong-won   | 84     |
| 20.  | Park Seong-beom  | 84     |
| 20.  | Charlie Hiam     | 84     |
| 24.  | John Mordes      | 82     |
| 25.  | Patrick Manning  | 80     |
| 25.  | Fabian Schaad    | 80     |
| 27.  | Hannes Stenström | 72     |
| 28.  | Thomas McMahon   | 66     |
| 29.  | Hugo Hinckfuss   | 65     |
| 30.  | Christoph Gasche | 61     |

## Frauen

### Resultate
| 1. Australia/New-Zealand-Cup in Falls Creek, 27. und 28. Juli 2019 | 1. Australia/New-Zealand-Cup in Falls Creek, 27. und 28. Juli 2019 | 1. Australia/New-Zealand-Cup in Falls Creek, 27. und 28. Juli 2019 | 1. Australia/New-Zealand-Cup in Falls Creek, 27. und 28. Juli 2019 | 1. Australia/New-Zealand-Cup in Falls Creek, 27. und 28. Juli 2019 |
| ------------------------------------------------------------------ | ------------------------------------------------------------------ | ------------------------------------------------------------------ | ------------------------------------------------------------------ | ------------------------------------------------------------------ |
| Datum                                                              | Disziplin                                                          | Erster Platz                                                       | Zweiter Platz                                                      | Dritter Platz                                                      |
| 27. Juli 2019                                                      | Sprint klassisch                                                   | Katerina Paul                                                      | Casey Wright                                                       | Ella Jackson                                                       |
| 28. Juli 2019                                                      | 10 km Freistil                                                     | Casey Wright                                                       | Katerina Paul                                                      | Rosie Fordham                                                      |

| 2. Australia/New-Zealand-Cup und Kangaroo Hoppet in Perisher Valley und Falls Creek, 17., 18. und 24. August 2019 | 2. Australia/New-Zealand-Cup und Kangaroo Hoppet in Perisher Valley und Falls Creek, 17., 18. und 24. August 2019 | 2. Australia/New-Zealand-Cup und Kangaroo Hoppet in Perisher Valley und Falls Creek, 17., 18. und 24. August 2019 | 2. Australia/New-Zealand-Cup und Kangaroo Hoppet in Perisher Valley und Falls Creek, 17., 18. und 24. August 2019 | 2. Australia/New-Zealand-Cup und Kangaroo Hoppet in Perisher Valley und Falls Creek, 17., 18. und 24. August 2019 |
| --- | --- | --- | --- | --- |
| Datum | Disziplin | Erster Platz | Zweiter Platz | Dritter Platz |
| 17. August 2019                                                                                                   | Sprint Freistil                                                                                                   | Katerina Paul | Casey Wright | Ella Jackson |
| 18. August 2019                                                                                                   | 5 km klassisch | Casey Wright | Katerina Paul | Zana Evans |
| 24. August 2019                                                                                                   | 42 km Freistil Mst.                                                                                               | Iris Pessey | Aimee Watson | Casey Wright |

| 3. Australia/New-Zealand-Cup in Snow Farm, 3. bis 5. September 2019 | 3. Australia/New-Zealand-Cup in Snow Farm, 3. bis 5. September 2019 | 3. Australia/New-Zealand-Cup in Snow Farm, 3. bis 5. September 2019 | 3. Australia/New-Zealand-Cup in Snow Farm, 3. bis 5. September 2019 | 3. Australia/New-Zealand-Cup in Snow Farm, 3. bis 5. September 2019 |
| ------------------------------------------------------------------- | ------------------------------------------------------------------- | ------------------------------------------------------------------- | ------------------------------------------------------------------- | ------------------------------------------------------------------- |
| Datum                                                               | Disziplin                                                           | Erster Platz                                                        | Zweiter Platz                                                       | Dritter Platz                                                       |
| 3. September 2019                                                   | Sprint klassisch                                                    | Jessie Diggins                                                      | Katerina Paul                                                       | Yukari Tanaka                                                       |
| 4. September 2019                                                   | 5 km Freistil                                                       | Jessie Diggins                                                      | Yukari Tanaka                                                       | Julia Kern                                                          |
| 5. September 2019                                                   | 10 km klassisch Mst.                                                | Jessie Diggins                                                      | Yukari Tanaka                                                       | Julia Kern                                                          |

### Gesamtwertung Frauen
| Endstand (Top 10) |                      |        |
| \| Rang \| Name \| Punkte \| \| ---- \| -------------------- \| ------ \| \| 1. \| Katerina Paul \| 541 \| \| 2. \| Casey Wright \| 420 \| \| 3. \| Jessie Diggins \| 300 \| \| 4. \| Ella Jackson \| 263 \| \| 5. \| Sarah Slattery \| 256 \| \| 6. \| Yukari Tanaka \| 220 \| \| 7. \| Aimee Watson \| 180 \| \| 8. \| Julia Kern \| 170 \| \| 9. \| Lily Murmane \| 165 \| \| 10. \| Yilamujiang Dinigeer \| 145 \| |                      |        |
| Rang | Name                 | Punkte |
| 1. | Katerina Paul        | 541    |
| 2. | Casey Wright         | 420    |
| 3. | Jessie Diggins       | 300    |
| 4. | Ella Jackson         | 263    |
| 5. | Sarah Slattery       | 256    |
| 6. | Yukari Tanaka        | 220    |
| 7. | Aimee Watson         | 180    |
| 8. | Julia Kern           | 170    |
| 9. | Lily Murmane         | 165    |
| 10. | Yilamujiang Dinigeer | 145    |